# リアル人狼ゲーム 戦慄のクラッシュ・ルーム
『リアル人狼ゲーム 戦慄のクラッシュ・ルーム』（りあるじんろうげーむ せんりつのくらっしゅ・るーむ）は、2014年4月に公開された日本映画。

## 概要
AKB48の元メンバーである永尾まりやの初主演映画で、心理ゲームの「人狼ゲーム」を題材にした「リアル人狼ゲーム」（2013年）のシリーズ第2弾。
2014年4月5日、渋谷ユーロスペースを皮切りに各地で上映され、同時にDVD化された。

## あらすじ
出張から戻ってくる恋人のマンションを訪れた麻衣。合鍵で403号室に入ると、見知らぬ男女7人が言い争っていた。それぞれが自分の部屋だと主張している。またその部屋は一度入ると出られない状態となっており、皆は閉じ込められていた。さらに浴室には身元不明の遺体があった。そんな中、何者かによって一人ずつが殺されていく。犯人は誰なのか？そして何故顔を合わすこともなく、同じ部屋に暮らすことができていたのか？皆で真相を探っていく密室ミステリー。

## キャスト
- 永尾まりや
- 梶間広之
- 所里沙子
- 花村裕加
- 三澤亮介
- 手塚みのる
- 鶴岡和輝
- 高橋里央
- 西山由希宏
- 本吉和樹
- 古谷大和
- 宮田奈都美
- 宮村ともこ
- 室伏摩耶
- 川岡大次郎

## スタッフ
- 監督・脚本：梶田征則
- 製作：張江肇、鈴木ワタル
- プロデューサー：宮田生哉
- 音楽：牧野将子
- 撮影・照明：高橋哲也
- 録音：光地拓郎
- 衣裳・ヘアメイク：升水彩香
- 配給：パル企画